# Jarrett – The Deadly Encounter
Jarrett – The Deadly Encounter är en svensk engelskspråkig actionfilm från 2001 med manus och regi av John Martin. Filmen, som från början bara hette Jarrett, var först planerad att släppas 2001 på DVD, men på grund av ospecificerade problem dröjde det ända till 2011 innan filmen hade premiär. I början dyker Thomas Bodström upp som presentatör av filmen med repliken; Det här är Thomas Bodström. Och jag vill bara säga, välkommen till "Jarret, the deadly encounter". Bodströms medverkan klipptes från början bort men är med i omklippningen.